# مقاطعة آيلاند (واشنطن)
مقاطعة آيلاند (بالإنجليزية: Island County)‏ هي إحدى مقاطعات ولاية واشنطن في الولايات المتحدة الأمريكية.